# گئوبروه (سردار هخامنشی)
گئوبروه (به پارسی باستان: 𐎥𐎢𐎲𐎽𐎢𐎺؛ نویسه‌گردانی: Gaubᵃruva⁠؛ به زبان یونانی باستان: Γωβρύης؛ نویسه‌گردانی: Gōbrúēs؛ با به زبان یونانی باستان: Γοβρύας؛ نویسه‌گردانی: Gobrúas؛ به زبان ایلامی: Kambarma)، یکی از چهار فرمانده‌کل ارتش اردشیر دوم در نبرد کوناکسا در ۴۰۱ . م بود. در تمام احتمالات، او همان فرماندار پحاتو (paḫātu) از بابل است که اسمش در اسناد بسیاری از بایگانی موراشو (Murašû) در نیپور به تاریخ سال‌های ۴۲۰/۴۲۱ تا ۴۱۶٫۴۱۷ پ. م (سومین تا هفتمین سال حکومت داریوش دوم) دیده شده و احتمالاً تا زمان ترور اردشیر دوم، بر منصب دولتی باقی‌مانده بود.